# George McIllree Stanton Bruce
George McIllree Stanton Bruce, britanski general, * 19. september 1896, Kanada, † 1966.